# Mozart in the Jungle
Mozart in the Jungle es una serie de televisión producida por Amazon Studios y ganadora de dos Globos de Oro (Mejor actor en una serie de TV y Comedia a Gael García Bernal, mejor serie de TV y Comedia). El episodio piloto fue escrito por Roman Coppola, Jason Schwartzman y Alex Timbers y fue dirigido por Paul Weitz. Comenzó a producirse en marzo de 2014.
La historia está basada en las memorias Mozart in the Jungle: Sex, Drugs, and Classical Music, escritas en 2005 de la oboísta Blair Tindall sobre su carrera profesional en Nueva York, tocando en diversos conciertos de alto nivel con conjuntos como la Orquesta Filarmónica de Nueva York y orquestas de shows de Broadway.
El reparto está compuesto por Lola Kirke, Malcolm McDowell, Saffron Burrows, Bernadette Peters, y Gael García Bernal como 'Rodrigo', una versión ficticia del director de orquesta venezolano Gustavo Dudamel. La primera temporada se estrenó al completo el 23 de diciembre de 2014.
El 18 de febrero de 2015 Amazon anunció que Mozart in the Jungle tendría una segunda temporada. El 30 de diciembre de 2015 se estrenó la segunda temporada, compuesta por 10 episodios.
El 6 de abril de 2018 Amazon ha confirmado el final de la serie después de la cuarta temporada estrenada en febrero de 2018.

## Reparto y personajes

### Personajes principales
- Gael García Bernal como el maestro Rodrigo De Souza.
- Lola Kirke como la oboísta Hailey.
- Saffron Burrows como la violonchelista Cynthia.
- Hannah Dunne como Lizzie.
- Malcolm McDowell como el maestro Thomas.
- Bernadette Peters como Gloria.

### Personajes secundarios
- Debra Monk como Betty.
- Peter Vack como Alex.
- Mark Blum como Union Bob.
- Jennifer Kim como Sharon.
- Joel Bernstein como Warren.
- Nora Arnezeder como Anna Maria.
- John Miller como Dee Dee.
- Brennan Brown como Edward Biben.
- Makenzie Leigh como Addison.
- Margaret Ladd como Claire.
- Monica Bellucci como Alessandra.

## Recepción
La serie ha recibido elogios de los usuarios de Amazon. La web especializada Rotten Tomatoes le otorgó un porcentaje de 95%, "fresh", basado en 22 críticas. El sitio Metacritic puntuó a la serie con 73 puntos sobre 100, indicando "críticas generalmente favorables".

## Episodios

### Temporada 1
| N.º | Título original                 | Director                 | Guionista                                                           | Emisión                 |
| --- | ------------------------------- | ------------------------ | ------------------------------------------------------------------- | ----------------------- |
| 1   | «Pilot»                         | Paul Weitz               | Alex Timbers, Roman Coppola y Jason Schwartzman                     | 6 de febrero de 2014    |
| 2   | «Fifth Chair»                   | Paul Weitz               | Paul Weitz y John Strauss                                           | 23 de diciembre de 2014 |
| 3   | «Silent Symphony»               | Bart Freundlich          | Mark Steilen                                                        | 23 de diciembre de 2014 |
| 4   | «You Have Insulted Tchaikovsky» | Daisy von Scherler Mayer | David I. Stern                                                      | 23 de diciembre de 2014 |
| 5   | «I'm with the Maestro»          | Tricia Brock             | Alex Timbers y Nikki Schiefelbein                                   | 23 de diciembre de 2014 |
| 6   | «The Rehearsal»                 | Bart Freundlich          | Historia por: Paula Yoo Adaptado por: John Strauss y David I. Stern | 23 de diciembre de 2014 |
| 7   | «You Go to My Head»             | Roman Coppola            | Adam Brooks & Kate Gersten                                          | 23 de diciembre de 2014 |
| 8   | «Mozart with the Bacon»         | Adam Brooks              | Roman Coppola y Jason Schwartzman                                   | 23 de diciembre de 2014 |
| 9   | «Now, Fortissimo!»              | Daryl Wein               | Alex Timbers                                                        | 23 de diciembre de 2014 |
| 10  | «Opening Night»                 | Paul Weitz               | Historia por: John Strauss y Paul Weitz Adaptado por: Paul Weitz    | 23 de diciembre de 2014 |

### Temporada 2
| N.º | Título original                              | Director          | Guionista                                                                   | Emisión                 |
| --- | -------------------------------------------- | ----------------- | --------------------------------------------------------------------------- | ----------------------- |
| 1   | «Stern Papa»                                 | Paul Weitz        | Paul Weitz                                                                  | 30 de diciembre de 2015 |
| 2   | «Nothing Resonates Like Rhinoceros Foreskin» | Adam Brooks       | Roman Coppola y Jason Schwartzman                                           | 30 de diciembre de 2015 |
| 3   | «It All Depends on You»                      | Adam Brooks       | Stuart Blumberg                                                             | 30 de diciembre de 2015 |
| 4   | «Touché Maestro, Touché»                     | Jason Schwartzman | Alex Timbers                                                                | 30 de diciembre de 2015 |
| 5   | «Regreso Del Rey»                            | Roman Coppola     | Adam Brooks                                                                 | 30 de diciembre de 2015 |
| 6   | «How to Make God Laugh»                      | Roman Coppola     | 'Stuart Blumberg y Adam Brooks                                              | 30 de diciembre de 2015 |
| 7   | «Can You Marry a Moon?»                      | Tricia Brock      | David Iserson                                                               | 30 de diciembre de 2015 |
| 8   | «Leave Everything Behind»                    | Tricia Brock      | Rachel Axler                                                                | 30 de diciembre de 2015 |
| 9   | «Amusia»                                     | Paul Weitz        | Kate Gersten y Matt Shire                                                   | 30 de diciembre de 2015 |
| 10  | «Home»                                       | Paul Weitz        | Historia por:Paul Weitz Adaptado por: Paul Weitz, Kate Gersen y Matt Shire. | 30 de diciembre de 2015 |

### Temporada 3
| N.º | Título original                         | Director           | Guionista                 | Emisión                |
| --- | --------------------------------------- | ------------------ | ------------------------- | ---------------------- |
| 1   | «La Fiamma»                             | Paul Weitz         | Paul Weitz                | 9 de diciembre de 2016 |
| 2   | «The Modern Piece»                      | Will Graham        | Kate Gersten              | 9 de diciembre de 2016 |
| 3   | «My Heart Opens to Your Voice»          | Patricia Rozema    | Will Graham               | 9 de diciembre de 2016 |
| 4   | «Avventura Romantica»                   | Patricia Rozema    | Susan Coyne               | 9 de diciembre de 2016 |
| 5   | «Now I Will Sing»                       | Paul Weitz         | Paul Weitz y Peter Morris | 9 de diciembre de 2016 |
| 6   | «Symphony of Red Tape»                  | Azazel Jacobs      | Hannah Bos y Paul Thureen | 9 de diciembre de 2016 |
| 7   | «Not Yet Titled»                        | Roman Coppola      | Roman Coppola             | 9 de diciembre de 2016 |
| 8   | «Circles Within Circles»                | Tricia Brock       | Noelle Valdivia           | 9 de diciembre de 2016 |
| 9   | «Creative Solutions for Creative Lives» | Gael García Bernal | Susan Coyne y Will Graham | 9 de diciembre de 2016 |
| 10  | «You're the Best or You F'ing Suck»     | Paul Weitz         | Paul Weitz                | 9 de diciembre de 2016 |

### Temporada 4
| N.º | Título original                     | Director        | Guionista                           | Emisión               |
| --- | ----------------------------------- | --------------- | ----------------------------------- | --------------------- |
| 1   | «The Boyfriend»                     | Paul Weitz      | Paul Weitz                          | 16 de febrero de 2018 |
| 2   | «If I Was An Elf, I Would Tell You» | Will Graham     | Will Graham                         | 16 de febrero de 2018 |
| 3   | «Significant Lover»                 | Kat Coiro       | Sarah Walker                        | 16 de febrero de 2018 |
| 4   | «An Honest Ghos»                    | Tobias Datum    | Halley Feiffer                      | 16 de febrero de 2018 |
| 5   | «The Coach»                         | Azazel Jacobs   | Andrew Pierce Fleming & Matt Kriete | 16 de febrero de 2018 |
| 6   | «Domo Arigato»                      | Paul Weitz      | Peter Morris & Paul Weitz           | 16 de febrero de 2018 |
| 7   | «We're Not Robots»                  | Azazel Jacobs   | Susan Coyne                         | 16 de febrero de 2018 |
| 8   | «Ichi Go Ichi E»                    | Roman Coppola   | Roman Coppola & Susan Coyne         | 16 de febrero de 2018 |
| 9   | «I Want You To Think Of Me»         | Wendey Stanzler | Sarah Walker                        | 16 de febrero de 2018 |
| 10  | «Dance»                             | Paul Weitz      | Paul Weitz                          | 16 de febrero de 2018 |